# Akihiro Gōno
Akihiro Gono (郷野聡寛?, Gōno Akihiro; Tokyo, 7 ottobre 1974) è un lottatore di arti marziali miste e kickboxer giapponese.
Combatte nella divisione dei pesi leggeri per la promozione statunitense WSOF. È principalmente noto per il suo passato nella promozione giapponese PRIDE, ed ha fatto parte anche delle promozioni UFC, Bellator, Pancrase, Shooto e DEEP.
Con una lunga carriera alle proprie spalle, è considerato uno dei pionieri della disciplina in Giappone ed è noto per le sue spettacolari e caratteristiche entrate sul ring. In particolare, il personaggio da lui creato nel 2006 e con il quale ha compiuto numerosi ingressi, chiamato DJ Gozma, è una parodia del musicista giapponese DJ Ozma.

## Caratteristiche tecniche
Akihiro Gono è un lottatore dallo stile di combattimento particolare, abile nell'adattarsi alle caratteristiche dell'avversario.

## Carriera nelle arti marziali miste

### L'approdo negli Stati Uniti con la UFC
Esordì per la UFC il 17 novembre 2007, contro Tamdan McCrory all'evento UFC 78, trionfando via sottomissione al secondo round. Il giapponese entrò nell'octagon impersonando il suo celebre personaggio DJ Gozma.
Il 18 ottobre 2008 Gono affrontò quindi Dan Hardy all'evento UFC 89, uscendone sconfitto per decisione non unanime dopo una serrata battaglia. Il giapponese fu messo in difficoltà dai numerosi ganci sinistri dell'avversario, ma a sua volta fu in grado di stordirlo in più di un'occasione. Nel terzo round Gono spinse Hardy alla gabbia per colpirlo e mise a segno una ginocchiata in pieno viso giudicata però irregolare, poiché il britannico era considerato a terra. Ciò causò una breve interruzione del match, che infine riprese e terminò con la sconfitta per split decision dell'asiatico: 29–28 per Hardy secondo due giudici e 29–28 per Gono secondo l'altro.
Nel suo prossimo incontro, datato 31 gennaio 2009, combatté lo statunitense Jon Fitch all'evento UFC 94: St. Pierre vs. Penn 2. In un incontro privo di momenti particolarmente rilevanti, Gono ne uscì sconfitto ai punti e successivamente fu tagliato dalla UFC con un record di 1–2.

### Il ritorno in Giappone: Sengoku e DEEP
Dopo il rilascio da parte della UFC, Gono tornò in Giappone e ripartì dai circuiti minori.

### Bellator ed il primo ritiro
Il 4 maggio 2012 Gono compì il suo debutto per la promozione Bellator MMA, ritrovandosi opposto al promettente ed imbattuto Michael Chandler. L'incontro finì per KO tecnico in solamente 56 secondi dopo che il giapponese crollò al tappeto a causa di una combinazione di pugni dello statunitense.
Nella conferenza stampa dopo il match contro Chandler, un emozionato Gono annunciò il suo ritiro dal mondo delle arti marziali miste, salvo poi ritornare sui propri passi un anno dopo.

### Ritorno in MMA con DEEP e la breve esperienza in Brasile
Dopo essersi allenato in Brasile nella palestra di Oxygym, situata nella città di Gramado, Gono iniziò a combattere per la promozione The Hill Fighters. Esordì il 1º maggio 2014, opposto al promettente brasiliano Eduardo Garvon. Il giapponese ebbe non poche difficoltà nelle fasi in piedi, ma a pochi secondi dal termine dell'incontro fu in grado di portare a terra il nemico e a sottometterlo con un triangolo di braccio.
Gono non tardò a combattere di nuovo e nel suo secondo incontro per la THF, datato 12 luglio, affrontò l'atleta locale André de Jesus, sconfiggendolo tramite decisione non unanime.

### WSOF
Dopo quasi due anni di assenza dal ring, Gono tornò a combattere il 7 febbraio 2016 per la promozione WSOF, in occasione dell'evento World Series of Fighting Global Championship: Japan 1. Affrontò lo slovacco Miroslav Strbak, venendo sconfitto tramite KO al secondo round.